# Richard Abel (musicien)
Pour les articles homonymes, voir Richard Abel et Abel (homonymie).

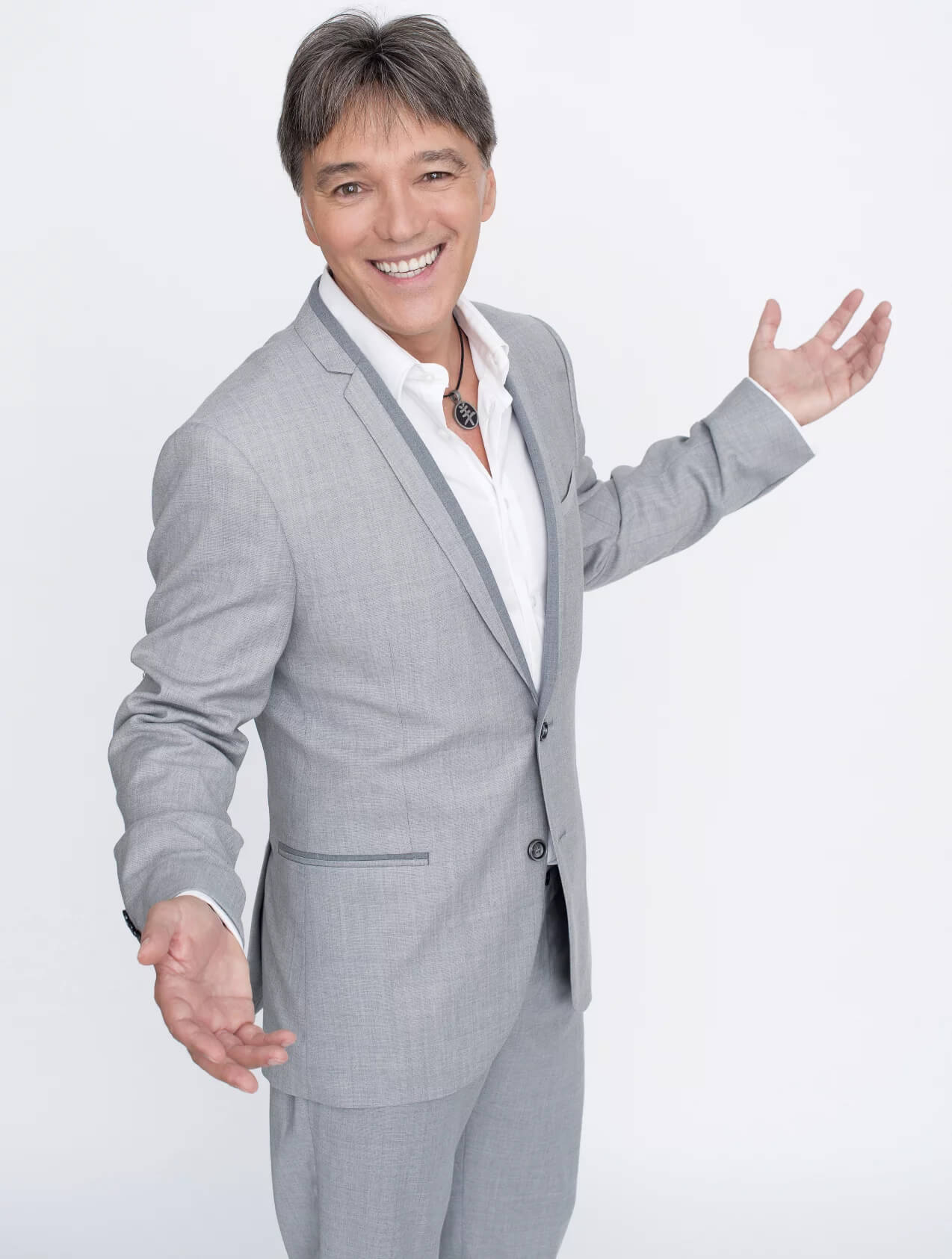

Richard Abel (1er avril 1955 à Montréal au Canada - ) est un pianiste québécois.

## Biographie
Fils d'un chauffeur de taxi, qui devient par la suite artisan, Richard Abel est issu d'une famille très modeste. Le goût de la musique et du piano lui vient de sa mère. Il commence à jouer à l'oreille dès son enfance, mais il ne prend des cours de piano qu'à l'âge de 14 ans avec des religieuses,.
D'ailleurs, ses premières expériences devant public sont de jouer les dimanches à l'église Marie-Reine-des-Cœurs de Montréal, dans ce qu'on appelle à l'époque les messes rythmées (aussi connues comme des messes à gogo). Il fait cela pendant deux ans et il dit que c'est à cette même église qu'il présente son premier spectacle solo, à l'âge de 18 ans.
Il prend ensuite des cours de musique à l'École normale de musique à Westmount et au Cégep de Saint-Laurentde Montréal, auprès d'Armas Maiste,, pianiste de l'Orchestre symphonique de Montréal. Pour payer ses études, il devient pianiste accompagnateur à la réputée école de chant de Roger Larivière qui a aussi été le professeur de Ginette Reno.
Le premier engagement professionnel de Richard Abel a été comme pianiste et chef d'orchestre du crooner québécois Michel Louvain. Par la suite, il accompagne pendant deux ans le duo comique Ti-Gus et Ti-Mousse (Réal Béland, père, Ti-gus et Denyse Émond, Ti-mousse), qui lui permettent de se faire valoir en tant que musicien pianiste en l'autorisant à présenter plusieurs solos pendant leurs spectacles. Il touche ensuite au music-hall dans le cadre de revues à grand déploiement de Guilda. Richard Abel estime que le music-hall a été pour lui la meilleure école qui soit. Il doit apprendre à danser le tap dance (il a même obtenu un  diplôme de 3e degré de l'école Al Gilbert de New York, 1983), à chanter, jouer la comédie, faire de rapides changements de costumes et, surtout, capter l'attention du public.
Il accompagne aussi Alys Robi, et d'autres artistes populaires,, ce qui lui permet de travailler dans de nombreux grands hôtels et pianos-bars du Québec. Il rencontre le pianiste américain Liberace à trois reprises, dont l'influence a été majeure dans sa carrière, notamment dans son choix de répertoire et dans certaines techniques d'interprétation. Par contre, Richard Abel affirme ne jamais l'avoir imité. Il soutient que contrairement à Liberace, il ne porte pas de costume, sauf lorsque lorsque le concept du spectacle l'exige, comme lors de son spectacle viennois Elegancia,,.
Il enregistre son premier disque, un 45 tours, en 1980,,qui inclut les pièces Clin d'œil et Thaïs,. Par contre, ce n'est qu'à la mise en marché de son premier microsillon (Enfin, 1988) que sa carrière comme soliste commence à prendre de l'importance. Malgré cela, sa carrière ayant peu d'échos dans les grands médias, ses revenus sont maigres, et Richard Abel peine à joindre les deux bouts. Il entreprend des tournées de promotion dans des centres commerciaux du Québec, grâce auxquelles, il augmente ses ventes de disques et fidélise son public.
Il donne un concert privé pour le Prince Philip, duc d'Édimbourg,,, participe à des dîners d'état (Jeanne Sauvé, le président du Costa Rica, la présidente de l'Islande) et contribue même à la trame sonore de la télésérie Lance et compte,,. Il fait également deux tournées pancanadiennes avec le Glenn Miller Orchestra,.
Son album Mélodies est nomination pour le microsillon de l'année/instrumental au Gala de l'Adisq en 1991. En 1992, son premier album de Noël, Noël au piano, lui vaut son premier prix Félix de l'Adisq pour l'album instrumental de l'année,. Ses albums Instrumental Memories en 1993 et Pour le Plaisir en 1995 sont également en nomination pour le Prix Félix pour l'album instrumental de l'année. Pour le Plaisir a été certifié Platine au Canada en 1996 avec plus de 100 000 ventes.
Le 3 janvier 1996, il gagne à la loterie, Lotto 6/49, grâce à un billet qu'il achète avec son père. Sa part est de 714 000 $,,. Richard Abel insiste que ce gain à la loterie n'a rien à voir avec le succès de ventes de son album Pour le plaisir.
Contrairement aux rumeurs, Richard Abel n'a jamais remporté un deuxième gros lot à la loterie. Cette histoire n'était qu'une blague à l'occasion du Premier avril en 1997 lancée par le journaliste Jean-Paul Sylvain du Journal de Montréal.
Richard Abel remporte un deuxième prix Félix pour l'album instrumental de l'année avec Pour le plaisir, just for fun vol. 2. Ce disque obtient un disque de certification or en 1997 avec 50 000 ventes au Canada.
En 2000, il enregistre un album, Inspiration Classique, avec l'Orchestre philharmonique de Prague,. Cet enregistrement est certifié platine (100 000 ventes)et lui vaut un troisième Prix Félix pour le meilleur album instrumental au  Gala de l'ADISQ,.
Romance (2001) et Élegancia (2006) lui valent d'être en nomination pour le Prix Félix pour l'Album instrumental l'année.
Il se produit ensuite dans de plus grandes salles au Québec, dont la salle Wilfrid-Pelletier de la Place des Arts en 2001 avec l'Orchestre Métropolitain, en 2004 en ouverture de Connie Francis et en 2006 et 2008  en ouverture du Glenn Miller Orchestra. Il a également fait le Théâtre Maisonneuve de la Place des Arts en 1988 et en 2005 en ouverture de Al Martino. Il a aussi fait le Centre Bell en 2005, et la Place Bell en 2017.
En 2005, il enregistre un album Hommage aux compositeurs canadiens et québécois pour Reader's Digest World à Bruxelles (Belgique), album qui remporte le prix Félix pour l'album instrumental de l'année.
En 2006, en que porte-parole de l'Association de la paralysie cérébrale, il donne un spectacle à Paris à la salle de l'UNESCO. Il donne aussi un autre concert à Lyon à la Bourse du travail devant 2000 spectateurs, en compagnie de Nanette Workman, Martin Deschamps et Yves Duteil.
Il obtient un autre Prix Félix pour l'album instrumental de l'année avec Noël, Christmas, Navidad, Weihnachten, Natale, Kerstmis, Jul en 2008.
Il enregistre une émission spéciale télévisée intitulée Elegancia présentée en 2009 sur le réseau américain PBS.
À l'invitation d'organisations de bienfaisance, dont Atmavishwas, Richard Abel fait 4 tournées en Inde en 2011, 2012, 2014 et 2019,.
En novembre 2016, il publie sa biographie, Richard Abel : mon histoire en noir et blanc, avec l'aide de l'auteur et journaliste, Denis-Martin Chabot, dans laquelle il révèle son enfance difficile et affirme pour la première fois son homosexualité. Ce livre avec plus de 5000 ventes est considéré comme un best-seller au Québec.
Au cours de sa carrière, Richard Abel a vendu plus d'un million d'albums et de DVD.

## Discographie

### Singles (45 tours)
- Clin d'œil / Thaîs, 1980
- Mélodie d'Antan / Promenade au Carnaval, 1982
- Promedade dans les Îles / Bumble Boogie, 1984

### Albums
- Enfin!, 1988
- Mélodies, 1990
- Noël au piano, 1991
- Instrumental Memories, 1992
- Pour le Plaisir - Vol. 1, 1994
- Pour le Plaisir - Vol. 2, 1996
- Instrumental Memories, - Vol. 2, 1997
- Richard Abel Live, 1999
- Inspiration classique, 2000
- Romance, 2002
- Hommage aux compositeurs canadiens et québécois, 2004
- Elegancia, 2005
- Richard Abel Noël, 2007
- Elegancia Special PBS, 2009
- Instrumental Memories "The New Version", 2010
- Autour du Monde, 2014
- Hommage aux plus grands artistes de tous les temps, 2019

### Compilations
- Richard Abel, Les grands succès, 1998
- L'Essentiel, 2003
- Richard Abel, Plus de 25 ans de musique, 2008
- Mes plus belles mélodies, 2016
- Für Sie, 2018
- Con el alma Latina, 2018
- Apposta per voi, 2018
- Sleep well my Angel Vol. 1, 2020
- On Wings of Dreams Vol. 2, 2020
- R. Abel Goes Classic Vol. 1, 2020
- R. Abel Goes Classic Vol. 2, 2020

### DVDs
- Richard Abel Live, 1999
- Soirée Romantique avec Richard Abel, 2003
- Elegancia (Capitole de Québec) 2006
- Elegancia (USA-PBS) 2009

## Honneurs
- Félix de l'Album instrumental de l'année en (1992 - 1997 - 2001 - 2005 - 2008)
- Nominations aux Prix Juno (1996 - 1997 - 2002 - 2004)

## Citation
- « Il n’est peut-être pas bon de souffrir, mais il est bon d’avoir souffert »
- « La musique est un baume pour les plaies de l'âme. »